# فرناندو ألونسو

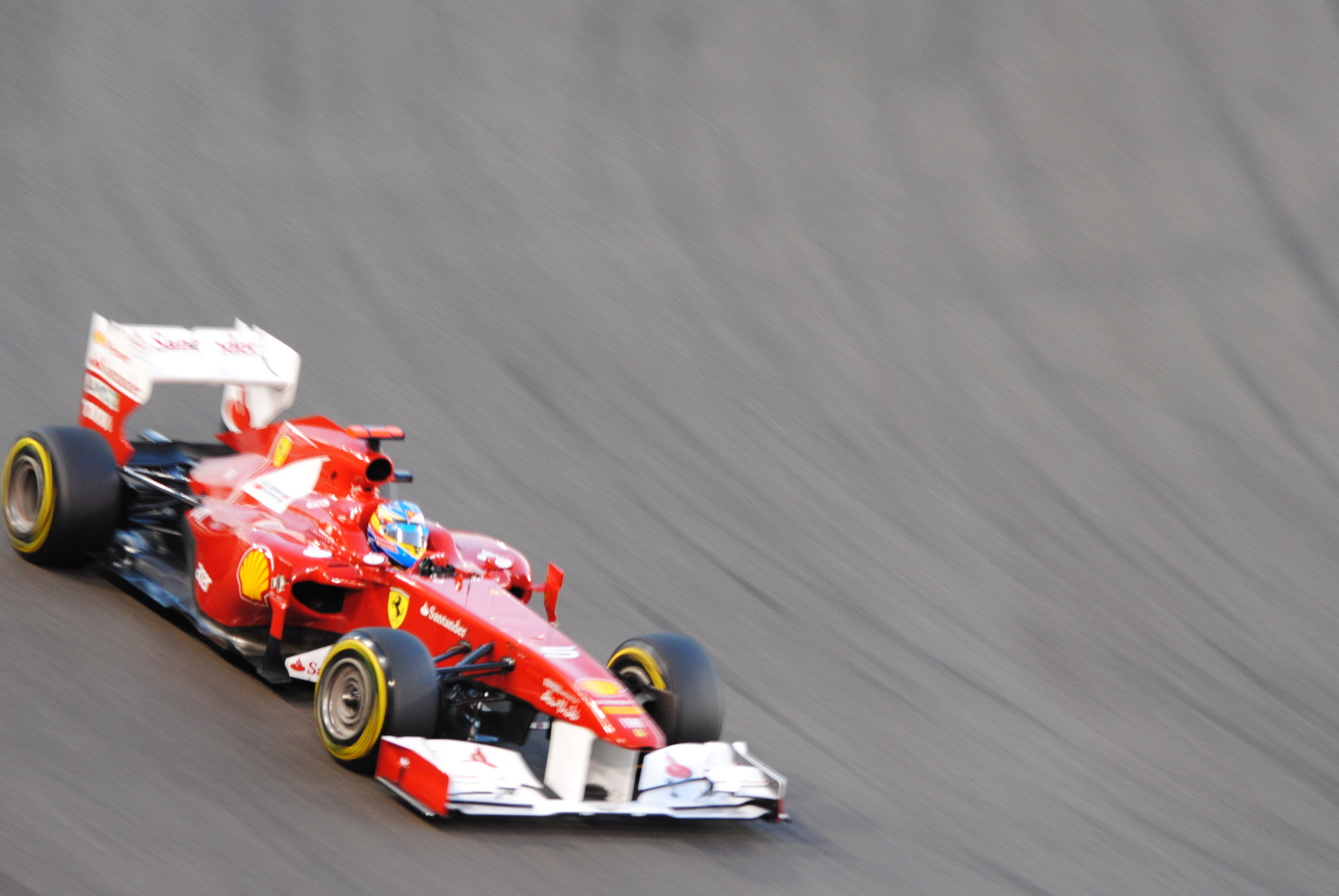
الونسو في سباق جائزة أبوظبي الكبرى 2011

فرناندو ألونسو دياز (بالإسبانية: Fernando Alonso Díaz) (ولد 29 يوليو 1981) سائق أسباني لسباقات سيارات الفئة الأولى فورمولا 1. يعتبر ألونسو من أحد أفضل السائقين الذين شاركوا في الرياضة. في سبتمبر عام 2005 فاز ألونسو بـلقب بطل العالم للفورملا واحدعندما كان 24 سنة و58 يوما ما جعله اصغر سائق يحصل على اللقب في هذا الوقت. حافظ ألونسو على اللقب للسنة الثانية فـأصبح اصغر سائق يفوز باللقب مرتين. انتقل في موسم 2010 إلى فريق فيراري، وحل بالمركز الثاني في سجل بطولة العالم بعد منافسة وصفت بالشديدة حتى نهاية آخر سباق في الموسم. يمتاز ألونسو بالقدرة الفائقة على المراوغة بالسيارة داخل المضمار وينافس على لقب بطولة العالم.

## بداية حياته
ولد فرناندو ألونسو في أوفييدو وهي مدينة تقع في شمال غرب إسبانيا. كانت ولدته تعمل بائعة في متجر وكان والده مهندسا في مصنع للمتفجرات بالقرب من أوفييدو. لدى ألونسو أخت أكبر منه اسمها لورينا. في عام 1998، انتقل ألونسو وبعض من اصدقائه من إسبانيا للعيش في إنجلترا بالقرب من جامعة أكسفورد ثم انتقل إلى منزله في سويسرا عام 2006. وفي فبراير عام 2010، انتقل إلى منزل في لوغانو ليكون بالقرب من فريقه فيراري. تزوج ألونسو من المغنية الأسبانية راكويل ديل روزاريو في عام 2006 ولكنهما اعلنا نيتهما في الطلاق في ديسمبر 2011.

## بداية مشواره
منذ طفولته، شارك ألونسو في سباقات السيارات الصغيرة المعروفة بـاسم الكارت. كان والده دائما يشجعه ولكن كانت عائلته تفتقر إلى الموارد المالية اللازمة لإدخال ألونسو إلى عالم رياضة السيارات ولكن انتصارات ألونسو ونجاحه كانا يجذبان الرعاة. فاز ألونسو أربعة بطولات أسبانية بين عام 1993 و1996. ثم فاز ألونسو بالكثير من السباقات والبطولات منذ عام 1996 حتى انتقل إلى الفورمولا 3000 والتي كانت المحطة الأخيرة للسائقين قبل الانتقال إلى الفورمولا 1. نافس ألونسو في الفورمولا 3000 مع فريق استرومجا وكان اصغر سائق في البطولة. أنهى ألونسو البطولة في المركز الرابع خلف مارك ويبر.

## مشواره في الفورمولا 1
2001: ميناردي
كان ألونسو ثالث اصغر سائق يبدأ سباق الفورمولا 1 عندما كان مع فريق الميناردي في جائزة أستراليا الكبرى. لم تكن سيارة الميناردي الجديدة PS01 بـسرعة سيارات فرق المقدمة ولكن كان ألونسو يتقدم على كثير من السائقين وعلى زميله في الفريق. لم يحرز ألونسو أي نقاط في ذلك الموسم وكانت أفضل نتائجه المركز العاشر في جائزة ألمانيا الكبرى.
2002-2006: رينو
2002-2003
أصبح ألونسو في عام 2002 سائق الاختبار لدى فريق الرينو واجرى 1,642 لفة تجارب للفريق في هذا العام. انتقل لمقعد السائق الثاني بـجانب يارنو ترولي. أصبح ألونسو اصغر سائق يبدأ من المركز الأول في سباق فورمولا 1. تعرض ألونسو لحادث بـسرعة 290 كم/س في جائزة البرازيل الكبرى. أنهى جائزة إسبانيا الكبرى في المركز الثاني وفاز بـجائزة المجر الكبرى ليصبح اصغر سائق يفوز بـسباق فورمولا 1 في هذا الوقت. أحرز ألونسو 55 نقطة وأرْبع منصات تتويج لينهي البطولة في المركز السادس.
2004
ظل ألونسو مع فريق الرينو لموسم 2004 وأحرز منصات تتويج في أستراليا، فرنسا، ألمانيا والمجر. في انديانابوليس، تعرض ألونسو لحادث عندما كان في المركز الثالث بـسبب ثقب في إحدى اطارات سيارته. وفي فرنسا بدأ ألونسو من المركز الأول ولكنه أنهى السباق في المركز الثاني خلف مايكل شوماخر بـفارق بسيط. أنهى ألونسو بطولة العالم في المركز الرابع بـرصيد 59 نقطة.
2005
في موسم 2005, انضم السائق الإيطالي جانكارلو فيزيكيلا إلى ألونسو في الرينو. في أول سباق في أستراليا بدأ ألونسو السباق من مركز متأخر بـسبب هطول الأمطار في التجارب التأهيلية ولكنه تقدم إلى المركز الثالث. فاز ألونسو بالسباقين التاليين في ماليزيا والبحرين ثم فاز بـجائزة سان مارينو الكبرى بعد صراع دام 13 لفة مع مايكل شوماخر.
فاز سائق فريق ماكلارين كيمي رايكونن بـسباقين في إسبانيا وموناكو بينما حل ألونسو في المركز الثاني والرابع. كان رايكونن على طريق الفوز في جائزة أوروبا الكبرى عندما حدث عطل بـسيارته مما أدى إلى خروجه من السباق مهديا الفوز إلى ألونسو. لم يحرز ألونسو أي نقاط في جائزتي كندا والولايات المتحدة الكبرى. أحرز ألونسو فوزه الخامس في 2005 في جائزة فرنسا الكبرى ثم أنهى جائزة بريطانيا في المركز الثاني. أهدى كيمي رايكونن الفوز مرة أخرى إلى ألونسو في جائزة ألمانيا الكبرى بـسبب عطل في سيارته. بدأ ألونسو جائزة المجر الكبرى في المركز السادس ولكنه أنهى السباق في المركز الحادي عشر بعدما اصطدم بـرالف شوماخر سائق فريق تويوتا. عند اقتراب نهاية الموسم، أنهى ألونسو ثلاث سباقات متتالية في المركز الثاني محرزا نقاط مهمة تجاه بطولة العالم.
احرز فرناندو ألونسو لقب بطل العالم عندما أنهى سباق البرازيل في المركز الثالث وهكذا أصبح السائق الإسباني اصغر بطل عالم للفورمولا 1 عندما كان عمره 24 سنة و59 يوما كاسرا رقم امرسون فيتيبالدي كما وضع حد لسيطرة مايكل شوماخر التي دامت 5 سنوات.